# La locanda della sesta felicità
La locanda della sesta felicità (The Inn of the Sixth Happiness) è un film del 1958 diretto da Mark Robson.
È ispirato alla biografia di Gladys Aylward, missionaria cristiana in Cina, The small woman, di Alan Burgess (1957).

## Trama
Per tutta la vita, l'inglese Gladys Aylward ha pensato che la Cina fosse il posto a cui apparteneva. Non qualificata per essere inviata lì come missionaria, la donna lavora come domestica volendo guadagnare i soldi necessari per potersi recare in un villaggio cinese remoto e povero. Giunta a Yangcheng, vive una vita piena e felice: gestendo la locanda, fungendo da "ispettore pedale" (incaricata cioè di fare rispettare la fine dell'obbligo di fasciare strettamente i piedi delle bambine), consigliando il mandarino locale e riuscendo persino a conquistare il cuore di Lin Nan, un colonnello dell'esercito per parte di padre tedesco. Ma Gladys, ribattezzata dal popolo "Jan-Ai", scopre il suo vero destino quando il paese è invaso dal Giappone e i bambini cinesi hanno bisogno di lei per salvarsi la vita.

## Storia
La vera Gladys Aylward (1902-1970), nata a Londra, era un'ex domestica diventata missionaria in Cina, nota soprattutto per il suo lavoro con i bambini. Diventò cittadina cinese nel 1936. Quattro anni dopo, malgrado fosse malata, guidò più di 100 bambini sulle montagne al sicuro durante la guerra sino-giapponese. Nel 1958, l'anno in cui fu distribuito questo film, fondò una casa per bambini a Taiwan, che continuò a dirigere fino alla morte. Conosciuta anche con il nome Ai-weh-deh o Virtuous One, continua ad essere considerata un'eroina nazionale. Sembra che fu molto imbarazzata per la parte romantica del film: si innamorò di un soldato cinese, ma non si sposarono mai e la loro storia d'amore fu molto breve.

## Produzione

### Riprese
Il film venne girato interamente in vari luoghi nel Galles del Nord, gli stessi luoghi dove venne girata la serie TV Il prigioniero (1967); altre riprese avvennero a Londra. Le scene interne vennero realizzate presso i M.G.M. British Studios di Borehamwood (Hertfordshire, Inghilterra). L'intero film è stato così realizzato in Europa occidentale con comparse cinesi; la maggior parte dei bambini erano bambini cinesi di Liverpool, che ha una delle più antiche comunità cinesi in Europa.

### Cast
Durante il casting, Sean Connery fu preso in considerazione per il ruolo di Lin Nan.

## Colonna sonora
La canzone The Children's Marching Song, più comunemente nota come This Old Man, era molto più conosciuta in Inghilterra che negli Stati Uniti al momento della realizzazione del film; divenne quindi popolare anche in America, grazie alla versione di Mitch Miller.

## Distribuzione
La prima del film avvenne a Londra il 23 novembre 1958; in Gran Bretagna venne distribuito nelle sale a partire dall'11 gennaio 1959. Vi fu anche una prima americana, a New York, l'11 dicembre 1959; il film venne distribuito nei cinema qualche giorno dopo.

## Riconoscimenti
- Golden Globe 1959
  - Golden Globe per il miglior film promotore di Amicizia Internazionale
- National Board of Review Awards 1958
  - Miglior attrice (Ingrid Bergman)